# 28-й батальон шуцманшафта
28-й латышский шуцманшафт батальон «Бартас» (нем. Lettische Schutzmannschafts Bataillon 28 «Bartas», латыш. 28. Bārtas policijas bataljons) — латышский батальон шуцманшафт.

## История

### Формирование
Формирование батальона началось в феврале 1942 в Лиепае. Батальон предполагался в качестве охранного, поскольку в Лиепае почти не осталось к тому моменту здоровых мужчин призывного возраста. В состав нового 28-го батальона «Бартас» вошли не только солдаты, получившие ранения на фронте, но и пожилые люди и некоторые солдаты других батальонов. Первым командиром стал лейтенант К. Мусинс.
К 10 марта в батальоне насчитывалось 8 офицеров, 10 инструкторов (унтер-офицеров) и 106 солдат, де-юре они являлись 1-й ротой, которой командовал лейтенант Э. Балоди. В течение марта в батальон прибывали добровольцы для 2-й, 3-й и 4-й рот, командовал с 11 марта батальоном командир взвода А. Граматис. С 29 апреля по 15 мая в батальон призывались крупные землевладельцы в Латвии.

### Вооружение и командный состав
Вооружение батальона составляли английские винтовки, русские и советские пулемёты и самозарядные винтовки, немецкие ручные гранаты и небольшое количество советских пистолетов-пулемётов. Большую часть вооружения латышам из 28-го батальона удалось захватить только после боёв против советских партизан на Украине. Униформа батальона не отличалась от униформы армии Латвии, но позднее латышам стали выдавать немецкую форму.
26 мая в руководстве батальона начались кадровые перестановки: гауптманн Борхардш был переведён в другой батальон, а его место занял гауптман Зиверкроппш. 9 июня командир взвода Граматинш был переведён в Ригу, и его должность занял капитан Э. Шмитс. 11 июня должность адъютанта вместо первого лейтенанта Кунауши занял первый лейтенант Винтерс.

### Набор добровольцев и обучение
С февраля по конец июня 1942 года батальон проводил интенсивные военные учения, поскольку большую его часть составляли необученные солдаты, полные, однако, решимости сражаться. 14 мая в лиепайской церкви святой Анны 35 солдат батальона принесли присягу. 19 мая в здании государственной гимназии 25-му «Абавас», 28-му «Бартас» и 268-му «Эрглю» были торжественно вручены знамёна, церемонию вручения знамён проводил городской голова Й. Блаус. После церковной службы, на которой солдаты батальона были благословлены лиепайским архиепископом, все три батальона приняли участие в торжественном параде.
1 и 2 июня ещё несколько граждан Лиепаи были приняты в 24-й «Талсу» и 28-й «Бартас» батальоны. 1 июня состоялось богослужение в церкви Святой Анны, каждое богослужение завершалось словами «Боже, благослови Латвию». 2 июня на полигоне Куру состоялся торжественный парад батальонов, которым руководил немецкий военачальник Кнехт. По окончании парада Кнехт обратился с речью к солдатам батальона, а затем отдал распоряжение исполнить гимны Германии и Латвии. На тот момент в батальоне насчитывалось 533 солдата (52 старших офицера, 61 младший и 420 солдат).
30 июня 1942 батальон прибыл в Кривой Рог, где и проходил охранную службу. Солдаты охраняли новую дорогу, проходившую примерно в 30 километрах от города. Штаб-квартира 3-й роты располагалась к югу от Днепропетровска, вся остальная часть батальона базировалась между Днепропетровском и Павлоградом (одна рота в Павлограде, две другие в 10 км от Павлограда). Также там несли службу 17-й батальон «Видземес» и 23-й «Гауяс». 11 июля 28-й батальон досрочно вернулся в Ригу.

### Павлоградская операция
В 1943 году части Красной Армии прорвались на Левобережную Украину, переправившись через Днепр. Советским войскам удалось прорваться к линии Днепропетровск-Кременчуг и выйти к Чёрному морю. В изматывающих оборонительных боях участвовали как части дивизии СС «Гитлерюгенд», так и латышские шуцманшафт батальоны. Несмотря на крупные потери, советским войскам удалось разгромить «Гитлерюгенд», к тому же большая часть батальонов была разгромлена.
В оборонительных боях за Павлоград принимала участие 3-я рота 28-го батальона, которой руководил первый лейтенант Н.Лекманис. Советские войска к тому моменту находились в 9 километрах от Павлограда. За это время латыши серьёзно укрепили город, заняв стратегически выгодные позиции в промышленном районе города. Помощь латышам оказывали немецкие и итальянские войска.
Латыши, оснащённые как немецким, так и советским трофейным оружием, успешно сумели вывести часть солдат из города, потеряв только одного раненым, что стало удивительным для этой роты. Однако осада города не прекратилась: советским войскам удалось окружить Павлоград. Немцы и итальянцы безуспешно попытались прорвать оборону, а около 26 солдат 28-го шуцманшафт батальона при попытке прорыва угодили в советский плен. Очень немногие солдаты 3-й роты выжили после боёв за Павлоград (из выживших два были тяжело ранены), и она фактически прекратила своё существование.
В июне 1943 года остатки батальона прибыли в Кривой Рог, спустя три недели отправились в Ригу, переоснастившись новым вооружением. 12 июля части 28-го батальона прибыли в Ригу, а 15 июля батальон был распущен. Солдаты продолжили службу в Латышском добровольческом легионе в составе 3-го батальона 34-го полка.